# Zygfryd Kujawski
Zygfryd Kujawski (ur. 21 lutego 1909 r. w Bartoszycach, zm. 8 marca 1967 r. w Zielonej Górze) – prezydent Gorzowa Wielkopolskiego. Z wykształcenia geodeta, ukończył Państwową Szkołę Mierniczo-Melioracyjną w Poznaniu; od marca 1931 do października 1932 odbywał służbę wojskową, następnie pracował jako geodeta w Izbie Skarbowej w Poznaniu (1935–1937), Urzędzie Skarbowym w Poznaniu (1935–1937) i Urzędzie Skarbowym w Turku; od 1945 był wicestarostą powiatowym w Skwierzynie, po roku przeniósł się do Gorzowa, bo już 11 marca 1946 został dokooptowany do składu Miejskiej Rady Narodowej w Gorzowie, w 1947 był kierownikiem Referatu Mierniczego w Starostwie Powiatowym Gorzowskim, 30 maja 1947 r. powołany został na stanowisko prezydenta miasta, na tym stanowisku uporządkował administrację miasta i doprowadził do odzyskania przez Gorzów praw powiatu grodzkiego (1 kwietnia 1948); z powodu zajęcia opuszczonej willi na mieszkanie zmuszony został do złożenia 15 września 1949 r. rezygnacji, następnie był naczelnikiem w nowo utworzonym Okręgowym Zarządzie PGR w Gorzowie, w 1957–1960 – dyrektorem Przedsiębiorstwa Budownictwa Terenowego w Gorzowie i Świebodzinie, następnie pracował jako projektant w CBSPWM w Zielonej Górze.